# Чашник
Чашник (від «чаша») — придворна посада, титул в Європі.

## Східна Римська імперія (Візантія)
- Пінкерн

## Священна Римська імперія
- Найвищий чашник, або Обершенк — один із титулів короля Богемії в Священній Римській імперії.

## Іспанія
- граф чашників (Comes Scanciorum) — посада у Готській Іспанії.

## Англія
- Чашник (англ. butler) — придворний слуга в англо-саксонському суспільстві.

## Угорщина
- магістр чашників (лат. pincernarum regalium magistri / magister pincernarum, нім. Königliche Oberst-Grossmundschenke; угор. főpohárnok, словен. pohárnik) — титул в Угорському королівстві.

## Русь-Україна
Представник вищої князівської адміністрації у Київській Русі. Чашник керував відомством у господарстві князя, що займалося бджільництвом і медоварінням. Згадується у джерелах ХІІІ ст. За чашником зосереджувалось також господарське, адміністративне і судове управління палацовими селами, які були населені бортниками. Чашники належали до вищого прошарку феодалів і були найближчими родичами князя.

## Польща
Чашник, або Чесник — уряд у Королівстві Польському і Великому князівстві Литовському. В Королівстві Польському фіксується джерелами з кінця 14 ст., титулатура початково була неусталена: ті самі особи виступали поперемінно то чашниками, то підчашими.

## Литва
Окремо два уряди існували лише з 2-ї половини 16 ст. У ВКЛ уряд Чашника фіксується джерелами з початку 15 ст. При дворі великого князя литовського Олександра (1492—1506) згадувалося кілька чашників. Від початку чашник належав до обслуги монаршого двору. Вважалося, що чашник мав наливати напої в посуд/чашу, а підчаший підносити повну чашу правителю. Його практичне значення було невелике, тож уже для М.Кромера було питанням, чи належав цей уряд до надвірних, а чи був лише номінальним.
Можна говорити про його приватний характер. На рівні земської ієрархії уряд чашника був титулярним, мав почесний характер. Його, як правило, обіймали представники регіональних еліт.

## Молдавія
- Пахарник